# Distrito de Micomiseng
Mikomiseng (exómino español y endómino) es un distrito de Guinea Ecuatorial, en la parte este de la provincia Kientem, en la región continental del país. La capital del distrito es Mikomiseng. El censo de 1994 mostraba 29 953 habitantes en el mismo.
El distrito de Mikomiseng abarca los municipios de Mikomiseng, Ncue y Nsang.